# Campionato internazionale di scherma 1933
L'undicesimo campionato internazionale di scherma si è svolto nel 1933 a Budapest, in Ungheria.

## Titoli
Sono stati assegnati 2 titoli femminili e 6 titoli maschili:
- femminile
  - fioretto individuale
  - fioretto a squadre
- maschile
  - fioretto individuale
  - fioretto a squadre
  - sciabola individuale
  - sciabola a squadre
  - spada individuale
  - spada a squadre

## Risultati

### Uomini
| Evento                          | Oro | Argento                                                                                   | Bronzo                                                                                             |
| Spada                           | |                                                                                           | |
| Spada individuale (dettagli)    | Georges Buchard                                                                                                | Saverio Ragno                                                                             | Bernard Schmetz                                                                                    |
| Spada a squadre (dettagli)      | Italia Giancarlo Brusati Giancarlo Cornaggia-Medici Renzo Minoli Saverio Ragno Franco Riccardi Mario Visconti  | Francia Georges Buchard Jacques Coutrot Louis Prat Paul Rousset Bernard Schmetz           | Svezia Raul Årmann Curt Dahlgren Hans Drakenberg Gustaf Dyrssen Bo Lindman Sven Thofelt            |
| Fioretto                        | |                                                                                           | |
| Fioretto individuale (dettagli) | Gioacchino Guaragna                                                                                            | Giulio Gaudini                                                                            | John Emrys Lloyd                                                                                   |
| Fioretto a squadre (dettagli)   | Italia Giorgio Bocchino Manlio Di Rosa Gioacchino Guaragna Giorgio Macerata Giuliano Nostini Saverio Ragno     | Austria Ernst Baylon Richard Brünner Kurt Ettinger Josef Losert Hans Lion                 | Ungheria Sándor Gözsy János Hajdú József Hatz Ottó Hatz Lajos Maszlay Egon Meszlényi               |
| Sciabola                        | |                                                                                           | |
| Sciabola individuale (dettagli) | Endre Kabos | Gustavo Marzi                                                                             | Giulio Gaudini                                                                                     |
| Sciabola a squadre (dettagli)   | Ungheria Aladár Gerevich György Jekelfalssy Endre Kabos Pál Kovács Lajos Maszlay László Rajcsányi Antal Zirczy | Italia Giulio Gaudini Gustavo Marzi Vincenzo Pinton Emilio Salafia Silvio Turchi Ugo Ughi | Regno Unito Charles Louis de Beaumont Craven Hohler John Emrys Lloyd Arthur Pilbrow Oliver Trinder |

### Donne
| Evento                          | Oro                                                     | Argento                                                                               | Bronzo                                                                                 |
| Fioretto                        |                                                         |                                                                                       |                                                                                        |
| Fioretto individuale (dettagli) | Gwendoline Neligan                                      | Erna Bogáti                                                                           | Mitzi With                                                                             |
| Fioretto a squadre (dettagli)   | Ungheria Erna Bogáti Margit Danÿ Ilona Elek Margit Elek | Regno Unito Elizabeth Carnegy Arbuthnott Mary Geddes Judy Guinness Gwendoline Neligan | Austria Grete Friedmann Elisabeth Grasser Minna Kastner Anni Roth Frieda von Gregurich |

## Medagliere
| Posizione | Nazione     |   |   |   | Totale |
| --------- | ----------- | - | - | - | ------ |
| 1         | Italia      | 3 | 4 | 1 | 8      |
| 2         | Ungheria    | 3 | 1 | 1 | 5      |
| 3         | Regno Unito | 1 | 1 | 2 | 4      |
| 4         | Francia     | 1 | 1 | 1 | 3      |
| 5         | Austria     | 0 | 1 | 1 | 2      |
| 6         | Danimarca   | 0 | 0 | 1 | 1      |
| 7         | Svezia      | 0 | 0 | 1 | 1      |
| Totale    | Totale      | 8 | 8 | 8 | 24     |